# Meiolaniidae
Meiolaniidae zijn een uitgestorven familie van landbewonende schildpadden uit Zuid-Amerika en Oceanië. Enkele soorten konden tot 2,5 meter lang worden, wat ongebruikelijk is voor schildpadden die niet in zee leven. Deze familie verscheen in het Laat-Krijt en leefde tot in het Holoceen.

## Fossiele vondsten
Fossielen werden gevonden in Argentinië, Australië, Lord Howe-eiland en Nieuw-Caledonië.

## Ontwikkeling
De Meiolaniidae ontwikkelden zich op het zuidelijke supercontinent Gondwana. Gaffneylania en Niolamia leefden tijdens het Midden-Eoceen (ongeveer 40 miljoen jaar geleden) en zijn bekend van vondsten in Argentinië. Uit Oceanië zijn drie geslachten bekend: Ninjemys, Warkalania en Meiolania. De oudste Australische fossielen van Meiolaniidae (Spoochelis ormondea) zijn gevonden bij Lightning Ridge (Surat Basin, New South Wales) en dateren uit het Vroeg- tot Midden- Cenomanien. Meiolania overleefde tot een paar duizend jaar geleden.

## Kenmerken
De schildpadden uit de Meiolaniidae kenmerkten zich door zwaar bepantserde koppen en staarten.